# Zinloos (film)
Zinloos is een Nederlandse film uit 2004 van Arno Dierickx, uitgebracht als Telefilm. Het is gebaseerd op het boek Zinloos geweld van René Appel.

## Verhaal
Hoofdpersoon Martin onderzoekt een zaak bij een gemeente en vindt daar verdachte dingen. Hij wordt ook geconfronteerd met een man die erg veel over zijn privéleven weet te vertellen en zich ook met de zaak bemoeit. Als werk en privé samenkomen heeft Martin zichzelf niet meer in de hand.

## Rolverdeling
- Fedja van Huêt, als Tom Knegthuis
- Peter Blok, als Martin Hogeveen
- Daan Rijssel, als Frits Bleekemolen
- Hans Hoes, als Verlinden
- Anniek Pheifer, als Carina
- Hedy Wiegner, als mevrouw Loogman

## Trivia
Scenarist Paul Jan Nelissen heeft zijn naam van de credits laten verwijderen; hij zou het niet eens zijn geweest met de regisseur over de invulling van het verhaal.